# کورتیس مدل ال
کورتیس مدل ال (به انگلیسی: Curtiss_Model_L) یک هواگرد ملخ‌پیشین تک‌موتوره از نوع هواگرد آموزشی ساخت شرکت Curtiss است. هواگرد کورتیس مدل ال نخستین پروازش را در ۱۹۱۶ میلادی انجام داد.